# Kadmij
Kadmij je kemijski element atomskog (rednog) broja 48 i atomske mase 112,411(8). U periodnom sustavu elemenata predstavlja ga simbol Cd.
Kadmij je srebrnobijel, mekan metal, može se rezati nožem, izvlačiti u žice i kovati u listiće. Kao prašina pri zagrijavanju burno reagira s jako oksidirajućim tvarima.

## Opasnost
Sistemski je otrov; nakuplja se u bubrezima i jetri. Simptomi: kašalj, znojenje, bol u prsima, groznica, edem pluća - smrt.
Zaštita: zaštitna maska, prostorije trebaju biti dobro ventilirane, radna atmosfera mora se često analizirati
Oznake: T+, N, karc II, Muta III, Repr. tok. III
Dijamant opasnosti: 4-2

## Primjena
Rabi se u proizvodnji niskotaljivih slitina, u proizvodnji alkalnih baterija (Ni-Cd), boja, legura, raznih električnih instrumenata, galvanizaciji predmeta, auto industriji, te kao najvažnije, materijal za kontrolu fisije u nuklearnim reaktorima.